# پشمیسواف رویت
پشمیسواف رویت (لهستانی: Przemysław Reut؛ ‏تلفظ لهستانی: [pʂɛˈmɨswaf]؛ ‏ زادهٔ ۱۹۶۹ میلادی) کارگردان فیلم اهل لهستان و ساکن نیویورک است.
وی دانش‌آموختهٔ رشتهٔ روزنامه‌نگاری در دانشگاه ورشو و فیلم‌سازی در «دانشکده هنرهای تصویری» است.
از فیلم‌هایی که وی در آن‌ها نقش داشته‌است، می‌توان به پارادوکس لِـیک اشاره نمود که در ۱۸مین دورهٔ جایزه ایندیپندنت اسپیریت برندهٔ جایزه‌ای شد.